# Gironniera
Gironniera je biljni rod, dio porodice konopljovki. Priznato je šest ili sedam vrsta (sa  G. burmanica) drveća iz tropske i suptropske Azije.
Listovi vrste Gironniera subaequalis koristi se u medicinske svrhe. a vlakna od kore u manufakturi.

## Vrste
1. Gironniera celtidifolia Gaudich.
2. Gironniera hirta Ridl.
3. Gironniera nervosa Planch.
4. Gironniera parvifolia Planch.
5. Gironniera rhamnifolia Blume
6. Gironniera subaequalis Planch.